# Jebel Khalid
Koordinaten: 36° 21′ 33″ N, 38° 10′ 27″ O

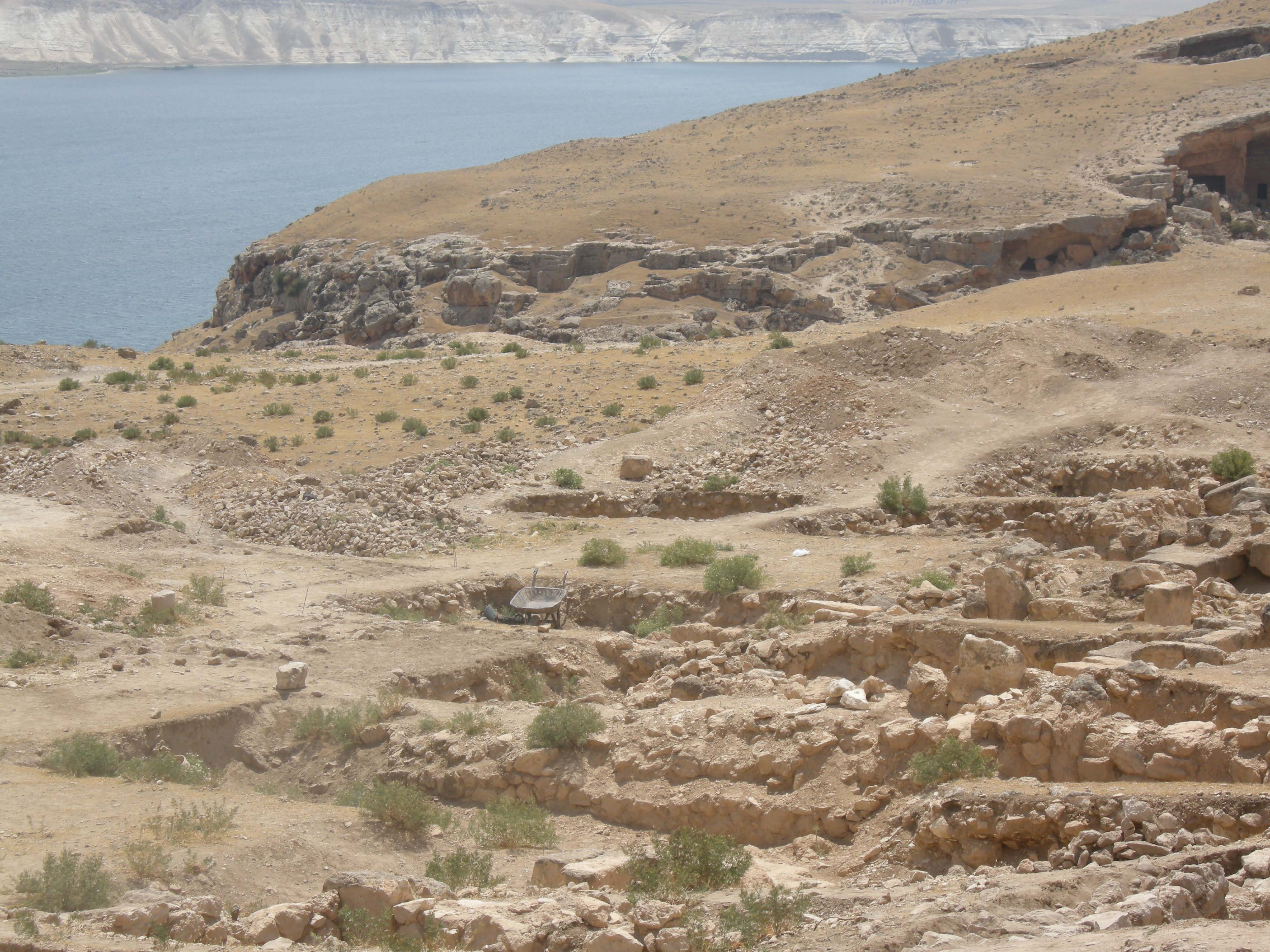
Jebel Khalid mit dem Euphrat im Hintergrund

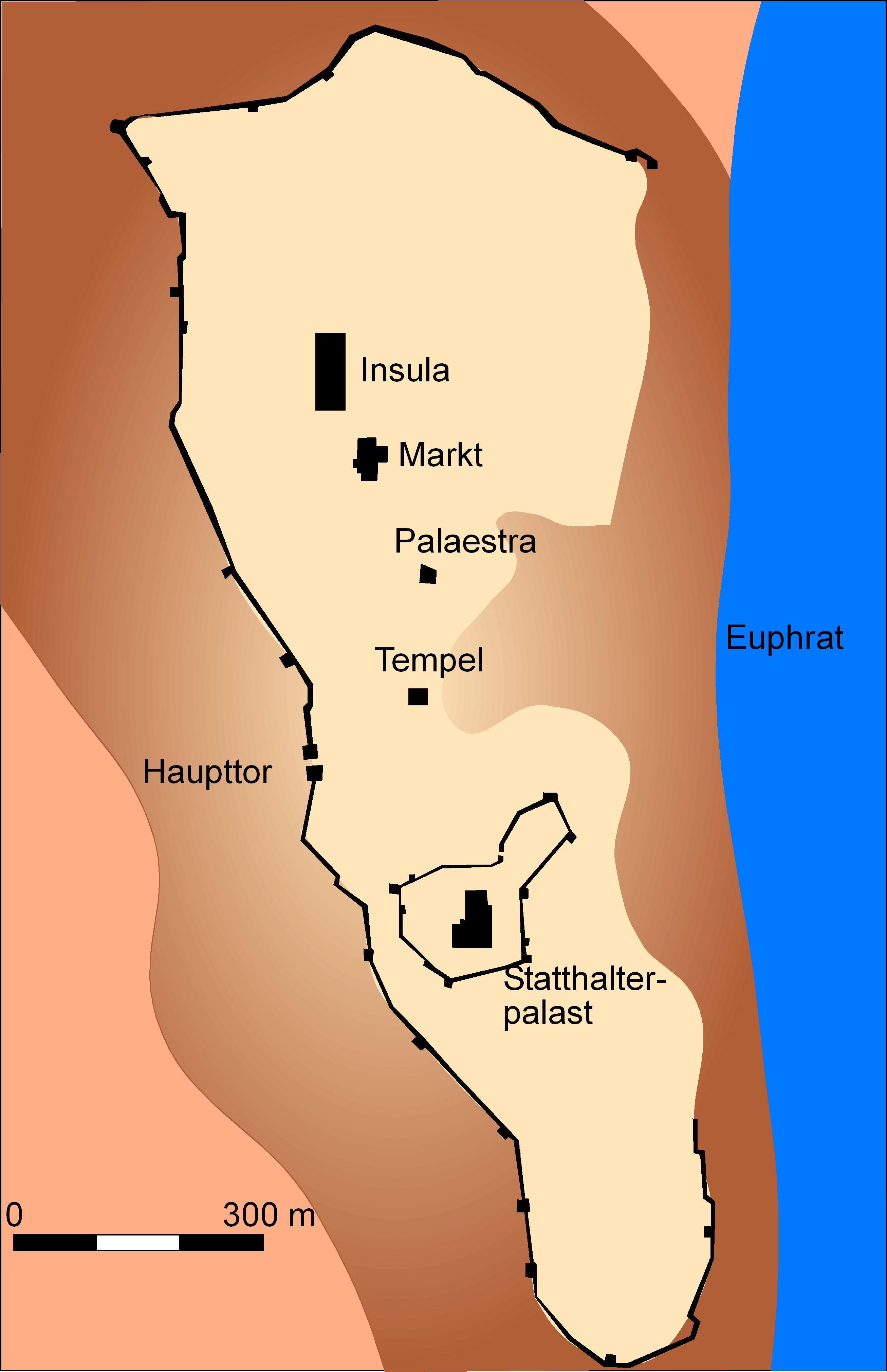
Plan von Jebel Khalid

Jebel Khalid (arabisch جبل خالد, DMG Ǧabal Ḫālid) ist eine Ausgrabungsstätte auf einem Felsrücken am Westufer des Euphrat im heutigen Syrien. Da der antike Name der hier gefundenen Siedlung unsicher ist, wurde die Grabungsstätte nach dem Felsrücken benannt. Hier konnten Teile einer seleukidischen Stadt freigelegt werden, deren Reste sich auf einer Fläche von etwa 50 Hektar verteilen.
Die Siedlung war eine Gründung des frühen 3. Jahrhunderts v. Chr., wahrscheinlich durch Seleukos I Nikator, der hier anscheinend eine Garnison stationierte, um den Euphrat besser kontrollieren zu können. Sie liegt etwa 50 km südlich von Zeugma und südöstlich von Hierapolis. Die Stadt erstreckte sich entlang des Euphrat auf einer erhöhten Ebene. Das ummauerte Stadtgebiet ist etwa 1200 m lang und 200 bis 300 m breit. Im südlichen Teil befindet sich ein Hügel mit der Akropolis. Hier kamen die Reste eines Statthalterpalastes zum Vorschein. Die Ausgrabungen erfassten überdies einen Tempel, eine Palästra, Teile eines Wohnviertels, Teile der Stadtmauer (2,7 km lang) und Teile der Friedhöfe. Die Einwohnerzahl wurde auf 5000 geschätzt. Die Gründe für das Ende der Stadt sind ungeklärt, könnten aber mit dem generellen Ende der seleukidischen Herrschaft und dem Abzug der Garnison in Verbindung stehen. Danach lebten nur sporadisch Leute auf dem Stadtgebiet. Nach Geländebegehungen im Jahr 1984 fanden von 1986 bis 2010 Ausgrabungen durch ein australisches Team statt.

## Geografie
Jebel Khalid liegt auf der Westseite des Euphrats. Nördlich der Ruinen befindet sich das Dorf Khirbet Khalid, auf der gegenüberliegenden Seite des Flusses das Dorf Rumeilah. Die nächste größere moderne Stadt ist Manbidsch (das antike Hierapolis) 30 km im Nordwesten. Der Felsrücken Jebel Khalid, nach dem die Ausgrabungsstelle benannt wurde, ist von einer etwa 50 cm dicken Kalksteindecke bedeckt, die mit zahlreichen Kieseleinschlüssen vermengt ist. Darunter befindet sich eine Kalkschicht, in der es recht einfach ist, Höhlen oder Gräber zu graben. Der Felsrücken wurde beim Bau der Stadt und später als Steinbruch genutzt. Der Bergrücken liegt 427 m über dem Meeresspiegel und am höchsten Punkt etwa 130 m über dem Euphrat. Die Oberfläche des Bergrückens ist rau und wird von Erosionsrinnen durchzogen. Das Klima der Region ist semi-arid mit 250 mm Regenfall im Jahr. Im Frühling ist die Landschaft mit niedrigen Büschen und Blumen bedeckt.

## Geschichte und Bewohner

### Gründung und Vorgänger
Nach der Schlacht bei Ipsos im Jahr 301 v. Chr. wurde das Reich von Alexander dem Großen in mehrere kleinere Diadochenreiche aufgeteilt. Der ehemalige General Seleukos I. Nikator sicherte sich den Osten des Reiches und damit ein Gebiet, das vom Mittelmeer bis nach Indien reichte. Als König versuchte Seleukos I. seinen Herrschaftsbereich zu festigen und gründete dazu verschiedene Städte an strategisch wichtigen Orten. Am Euphrat gehörten dazu Apameia gegenüber von Zeugma im Norden sowie Dura Europos im Süden. Das Gründungsdatum anderer Orte am Euphrat, wie Djazla, Nheyle oder Siffin, ist dagegen oftmals unsicher. Doch scheinen diese Neugründungen ebenso dem Zweck gedient zu haben, den Euphrat zu sichern. In diesem Kontext muss auch die Gründung von Jebel Khalid gesehen werden. Obwohl die ältesten vor Ort gefundenen Münzen unter Seleukos I. geprägt wurden, kann sein Nachfolger Antiochos I., der das neue Reich weiter konsolidierte, als Gründer nicht ausgeschlossen werden. Der Ort war stark befestigt. Von den 50 Hektar, die die Mauer einschlossen, waren etwa 30 Hektar überbaut. Es wurde vermutet, dass hier Katoikia angesiedelt wurden. Dabei handelte es sich um semi-pensionierte Soldaten, die in Krisenzeiten mobilisiert werden konnten.
Es ist unsicher, ob es eine Vorgängersiedlung gab. Diverse Funde deuten darauf hin, dass hier sporadisch schon vorher Menschen lebten. Einige wenige Keramikfunde datieren in die neuassyrische Zeit bis in die achämenidische Zeit. Viele Keramikformen der vorhellenistischen Zeit sind aber auch weiterhin in der hellenistischen Stadt belegt. Es kann vermutet werden, dass bei der Gründung des Ortes auch zahlreiche Einwohner aus der Umgebung in die neue Stadt zogen. Das Fundgut ist sehr stark hellenistisch geprägt, doch gibt es auch zahlreiche asiatische Elemente. So haben z. B. die Grundrisse der Wohnhäuser kaum direkte Parallelen in der griechischen Welt. Der Statthalterpalast scheint hellenistischen Modellen zu folgen, weist aber auch Merkmale auf, die in mesopotamischen Palästen besser belegt sind. Die meisten Schriftzeugnisse aus der Stadt sind griechische Inschriften. Es handelt sich meist um Ritzungen und Aufschriften auf Keramikscherben und Stuck, sogenannte Dipinti. Es gibt aber auch vereinzelte aramäische Beispiele. Obwohl vermutet wird, dass hier eine Garnison stationiert war, wurden bisher keine Baracken für Soldaten gefunden.

### Entwicklung
Zur Geschichte des Ortes ist wenig bekannt. Längere Inschriften, wie Weihesteine, sind bisher nicht gefunden worden. Die Stadt florierte vor allem im dritten und zu Beginn des zweiten Jahrhunderts v. Chr. Es gibt Belege für die lokale Produktion von Keramik und Terrakotten, und es wurden Textilien und Metall verarbeitet. Oliven und Weintrauben sind in der Umgebung angebaut worden. Die großen, zum Teil gut ausgestatteten Häuser belegen den Wohlstand zumindest einiger Bürger. Das zweite Jahrhundert v. Chr. sah das Vorrücken der Parther in Mesopotamien, womit eine längere Friedensperiode in dieser Region zu Ende ging. Im Norden wurde 163 v. Chr. die Kommagene unter Ptolemaios unabhängig vom Seleukidenreich. Jebel Khalid erhielt wieder Bedeutung als militärischer Stützpunkt, da die Landschaft zu einer Grenzregion geworden war. In dieser Zeit sind viele Umbauten an den Wohnhäusern zu beobachten und die Ausgräber fragen sich, ob weitere Bewohner in die Stadt versetzt wurden, um die Garnison zu stärken.

### Das Ende der Stadt
Anhand der Münzen, aber auch anderer datierbarer Funde kann vermutet werden, dass die Stadt um 70 v. Chr. verlassen wurde. In dieser Zeit befand sich das seleukidische Reich in einer Phase der Auflösung. Die Ausgrabungen zeigten, dass in den letzten 20 Jahren vor der Aufgabe der Stadt viele große Häuser, aber auch die Akropolis, in kleinere Einheiten unterteilt wurden. Die Ausgräber fragen sich, ob die Stadt Flüchtlinge aus Mesopotamien aufnahm, die vor den vorrückenden Parthern flüchteten. Um 74/73 v. Chr. konnte Tigranes II. von Armenien Antiochia am Orontes, die Hauptstadt des Seleukidenreiches, einnehmen. Dies ist auch in etwa der Zeitpunkt, als Jebel Khalid verlassen wurde. Es bleibt unbekannt, ob sich die Garnison in der Stadt einfach auflöste, da Zahlungen ausblieben, oder ob sie abgezogen wurde. Jebel Khalid scheint keine ökonomische Basis entwickelt zu haben, so dass mit dem Abziehen der Soldaten auch andere Bewohner wegzogen. Es gibt Anzeichen dafür, dass die Stadt systematisch verlassen wurde. Die Ruinen dienten in der Folgezeit als Steinbruch, wie vereinzelte, vor allem römische Münzen zeigen. Nur der Tempel scheint noch etwa 100 Jahre im Betrieb gewesen zu sein. In byzantinischer Zeit standen hier für kurze Zeit ein kleines Militärlager und ein Kloster. Es fanden sich Reste von Mönchszellen, kommunalen Räumen und einer Kirche innerhalb eines Gebietes, das in hellenistischer Zeit als Steinbruch diente.

### Antiker Name
Als Name des Ortes kommen zwei Lokalitäten in Frage, die in antiken Quellen genannt werden. Der byzantinische Schriftsteller Stephanos von Byzanz nennt einen Ort am Euphrat namens Amphipolis, der von den Syrern Tourmeda genannt werde und eine Gründung von Seleukos I. gewesen sei. Derselbe Autor nennt einen weiteren Ort namens Nikatoris, der auch eine Gründung von Seleukos I. war und ebenfalls hypothetisch mit den Überresten von Jebel Khalid identifiziert wird. Eine weitere Möglichkeit ist, dass Jebel Khalid das antike Thapsakos ist, das an einem wichtigen Euphrat-Übergang lag. Denkbar ist aber auch, dass die Stadt einen anderen Namen trug, der nicht überliefert ist oder noch nicht richtig zugewiesen werden konnte.

## Bauten

### Tempel

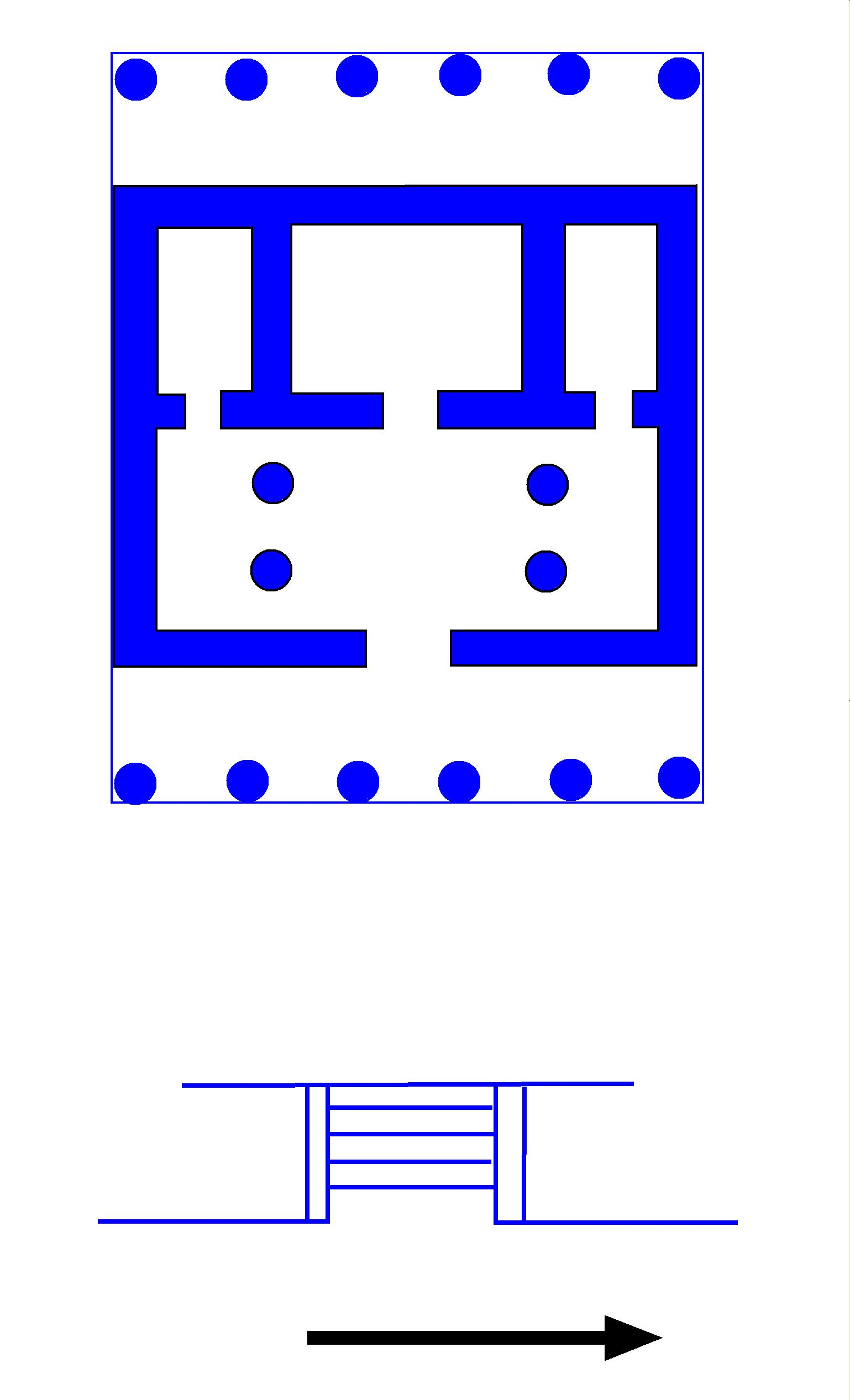
Grundriss des Tempels

Zu den bisher ausgegrabenen Bauten gehört ein griechischer Tempel. Es handelt sich um einen Amphiprostylos-Bau, also mit Säulen an der Front und an der Rückseite, jedoch nicht an den Seiten. Der Tempel stand in der Mitte des ummauerten Areals, etwa 200 m nördlich von der Akropolis und 100 m östlich vom Hauptstadttor. Er war daher wahrscheinlich von allen wichtigen Punkten der Stadt aus gut sichtbar. An der östlichen Seite lag der Tempel direkt am steilen Abhang zum Euphrat. Er maß im Grundriss inklusive der beiden Portiken etwa 17 × 13 m. Die Säulen gehören der dorischen Ordnung an, waren aber anscheinend nicht kanneliert. Vorne wie hinten befanden sich jeweils sechs Säulen von etwa 4,5 m Höhe. Mit diesen Dimensionen war der Tempel in seinen Proportionen vergleichsweise gedrungen. Dies war aufgrund der Innenaufteilung nötig: Im Inneren besaß der Tempel nicht eine, sondern drei Cellae, von denen die zentrale deutlich größer als die beiden Seitenräume ist und die miteinander durch einen breiten Vorraum miteinander verbunden waren. Es fand sich so gut wie kein Bauschmuck, selbst Antefixe kamen nicht zum Vorschein, obwohl die Grabungsfläche reich an Dachziegeln war. Bei dem dorischen Amphiprostylos handelt sich um einen griechischen Tempeltyp, aber die drei Cellae, wie sie eher im asiatischen Raum bezeugt sind, und die Proportionen scheinen anzudeuten, dass auch mesopotamische Einflüsse wirksam waren. Diese griechisch-mesopotamische Mischform findet sich bei einigen Tempelbauten dieser Zeit, sodass dieser Bautyp sogar als seleukidische „Reichsarchitektur“ bezeichnet wurde.
Die Keramikfunde deuten darauf hin, dass der Tempel in der ersten Hälfte, wahrscheinlich genauer im ersten Viertel des 3. vorchristlichen Jahrhunderts errichtet wurde. Es fanden sich auch Reste von Statuen, doch war der Bau insgesamt schlecht erhalten. Die Statuen lagen nur in kleinen Fragmenten vor. Einige Marmorbruchstücke stammen eindeutig von hellenistischen Statuen, die wahrscheinlich woanders produziert wurden. Die Analyse des Steines ergab, dass eine Statue aus Parischem Marmor gefertigt war. Soweit erkennbar waren sie von hoher künstlerischer Qualität. Andere Statuen sind aus lokalem Kalkstein gefertigt. Ihre Qualität liegt deutlich unter derjenigen derer, die importiert wurden. Um den Tempel herum standen eine Reihe von mindestens 23 etwa ein Meter hohen Altären. Sie sind rund und kanneliert. Die Altäre stammen aus dem ersten vorchristlichen Jahrhundert – aus einer Zeit, als die Stadt verlassen wurde. Kleinfunde belegen, dass der Tempel bis ins erste Jahrhundert n. Chr. benutzt wurde. Zu dieser Zeit war ein Großteil der Stadt unbewohnt.

### Palästra
Etwa 125 m nördlich vom Tempel sind die Reste einer Palästra zum Teil ausgegraben worden. Es handelt sich um einen von dorischen Säulen umgebenen Platz mit einst 28 Säulen, acht Säulen an jeder Seite; nur zwei Seiten wurden ausgegraben. Zu den Funden gehören Objekte, die man tatsächlich auch in einer Palästra erwartet, darunter eine Knochenflöte und ein Strigilis aus Bronze. Ein Strigilis ist ein Schabinstrument, mit dem nach sportlichen Übungen Schweiß und Staub vom Körper geschabt wurde. Das Gebiet um die Palästra war dicht bebaut, wurde aber nur zum kleinen Teil ausgegraben. Hier fand sich auch ein Bad. Nach dem Verlassen der Stadt diente der Bau als Steinbruch.

### Statthalterpalast

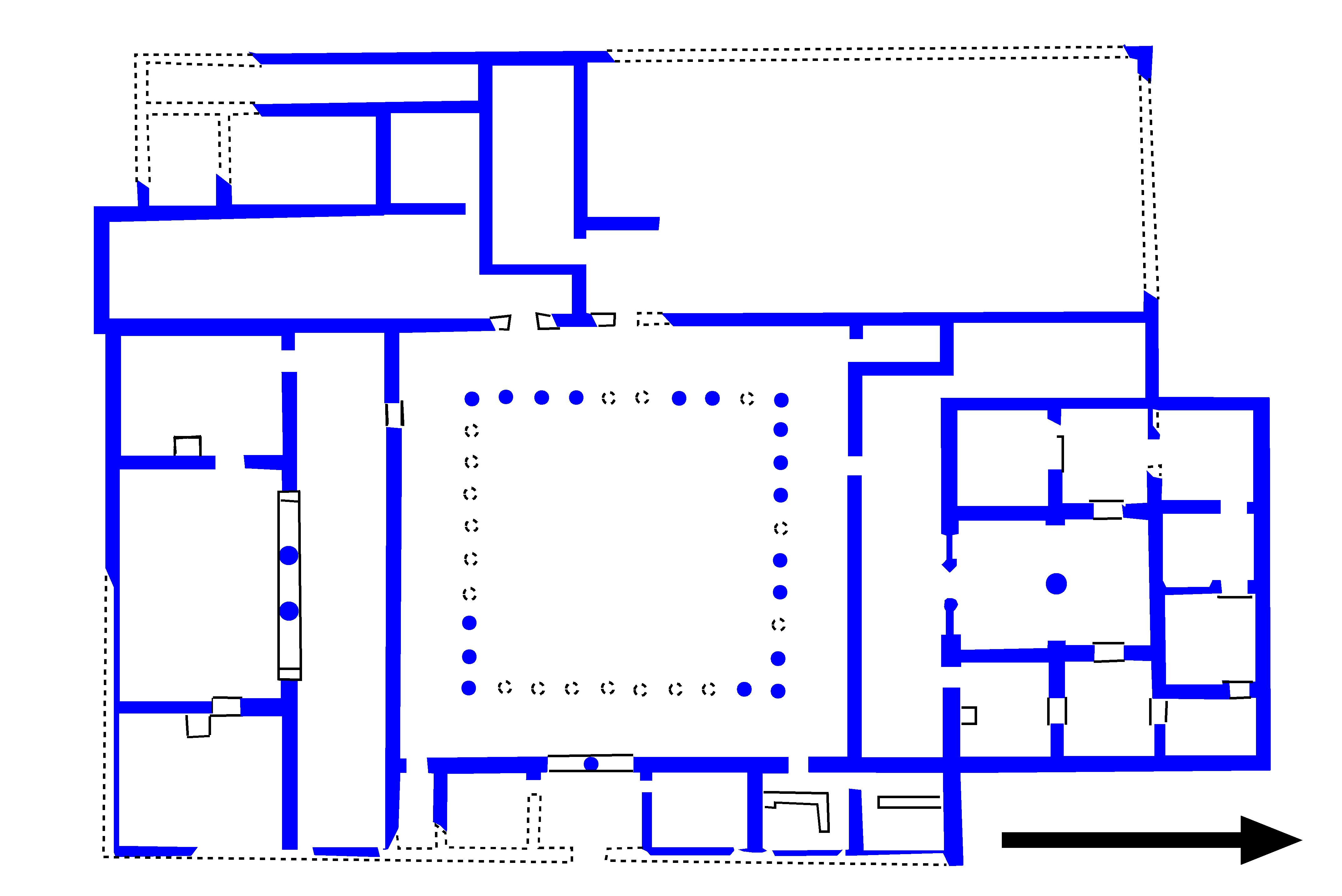
Grundriss des Statthalterpalastes

Der Statthalterpalast steht auf einem Felshügel, der Akropolis, und war von einer eigenen 0,7 km langen Mauer umgeben. Für den Bau ist das Felsplateau zum Teil eingeebnet worden. Der Palast entstand in einer frühen Phase der Stadtgeschichte, im 3. Jahrhundert v. Chr.; es gibt keine Belege für Vorgängerbauten. Das Bauwerk besaß einen Peristylhof (etwa 17,8 × 17,8 m) mit 36 Säulen in dorischer Ordnung. Um den Hof waren diverse Räume angeordnet. Nördlich des Peristyls befand sich eine Halle von 7,39 × 11,34 m Größe mit einer Mittelsäule und weiteren darum angeordneten Räumen. Der Zugang zu dieser Halle vom Hof her erfolgte über einen dazwischen liegenden Gang; der Eingang in die Halle war von zwei rot stuckierten Pilastern in antis flankiert. Bei diesem Saal mit Mittelsäule handelte es sich laut den Ausgräbern um eine Empfangshalle; es wird aber auch eine Deutung der nördlichen Räume als Wohntrakt diskutiert. Klarer ist die repräsentative Funktion bei dem südlichen Hauptraum, der die Form eines griechischen Andron mit zwei Seitenräumen hat. Es wurden auch zwei Badezimmer festgestellt, welche die beiden nördlichen Räume des Ostflügels bilden. Im Westflügel des Statthalterpalastes scheinen Wirtschaftsgebäude gelegen zu haben.
Der nördliche Hauptsaal und einige andere Räume des Palastes waren im Mauerstil stuckiert und ausgemalt. Es fanden sich zum Teil florale Motive, jedoch keine figürlichen. Ein Großteil der Malereien imitierte Marmor. Die Ausgräber nehmen an, dass der Bau ein zweites Stockwerk besaß; archäologische Hinweise darauf fehlen jedoch.
Viele Teile des Baues sind offensichtlich zum Repräsentieren angelegt. Hellenistische Traditionen dominieren mit dem Peristyl im Zentrum und den symmetrisch darum angelegten Raumgruppen sowie mit den Räumen für Festessen und den Speisesälen. Es fanden sich zahlreiche Dachziegel, was auf eine griechische Form der Dachdeckung hindeutet. Die breiten Hallen südlich und nördlich vom Peristyl haben aber eher Parallelen im mesopotamischen Raum. Auch die Halle mit Mittelsäule ist eher typisch für mesopotamische Bauten.

### Wohnbauten

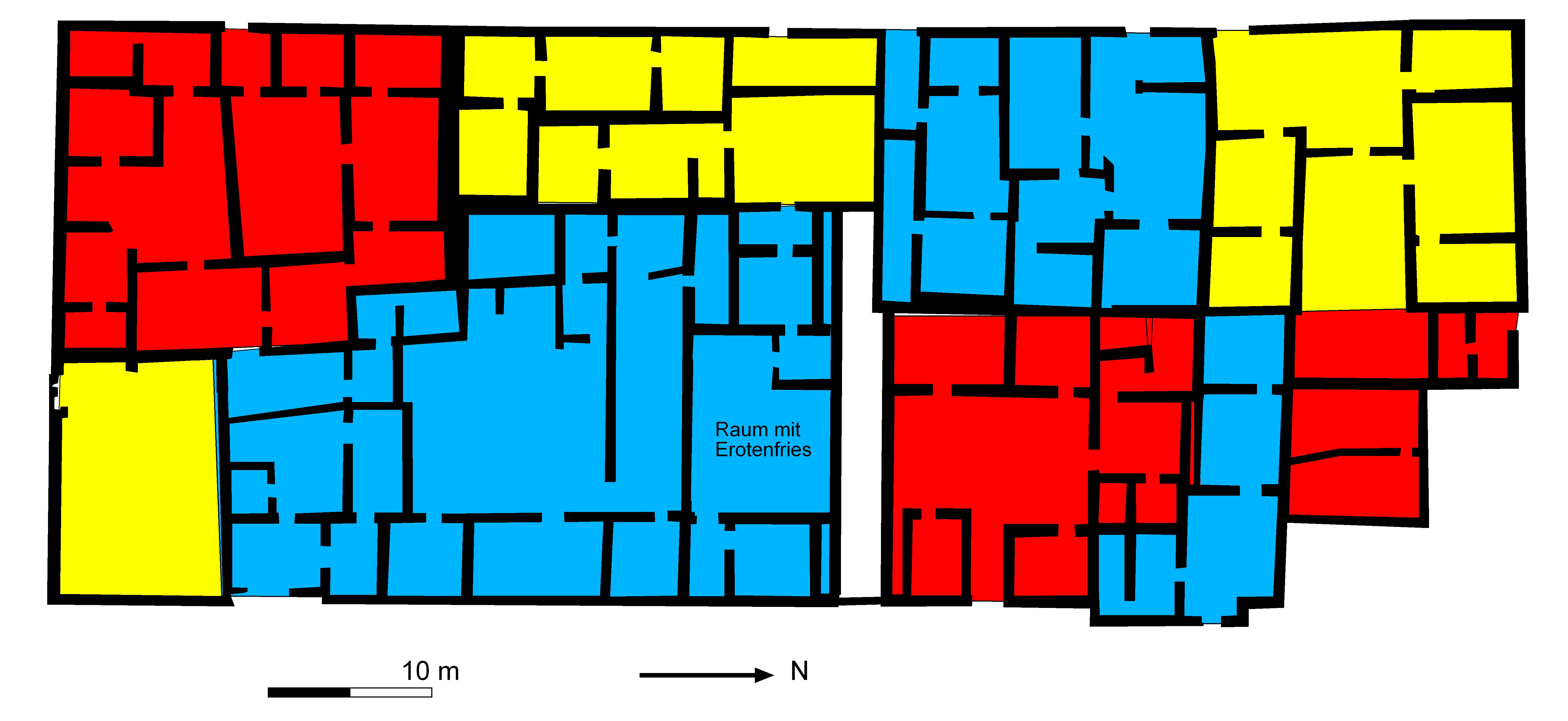
Plan der Insula in der letzten Phase (verschiedene Häuser sind farblich unterschiedlich gekennzeichnet)

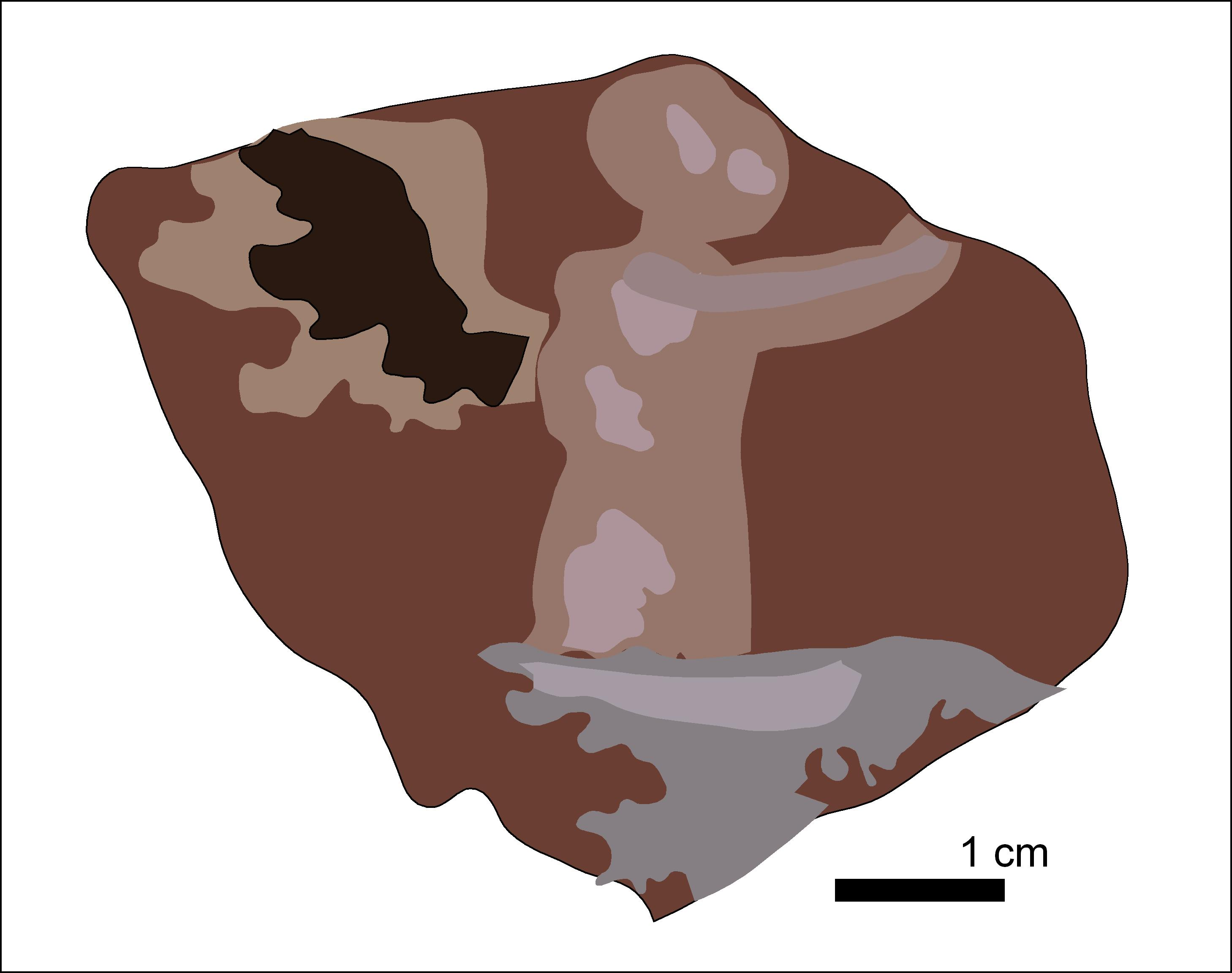
Wandmalereifragment mit einem Eroten

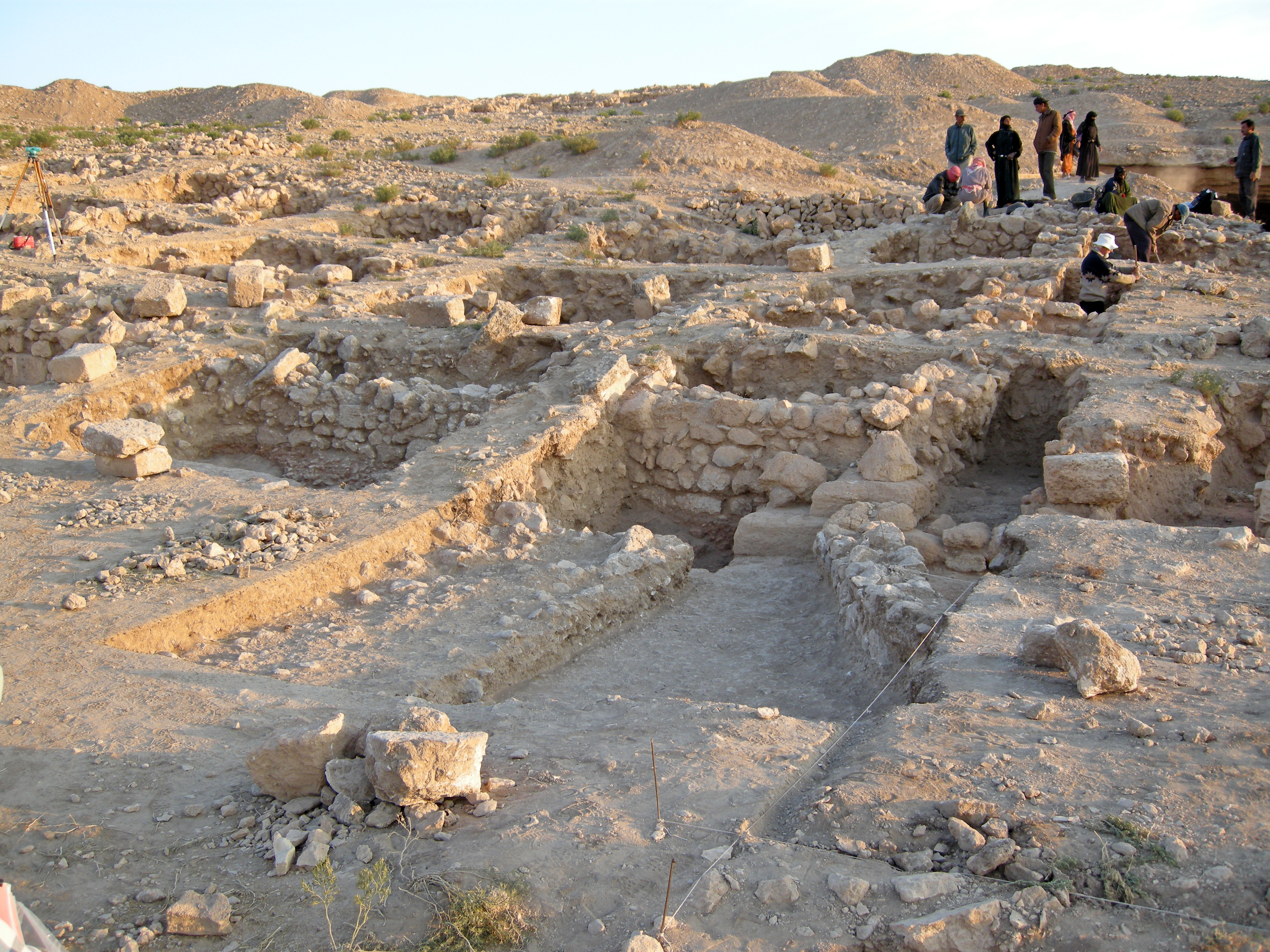
Area S während der Ausgrabung

Das Stadtgebiet war in rechteckige Häuserblocks aufgeteilt. Bisher wurde nur ein Häuserblock vollständig ergraben. Die Wohnhäuser sind aus lokalem Kalkstein erbaut. Die Mauern bestehen aus unbehauenen groben Steinen. Zwischenräume wurden mit kleineren Steinen ausgefüllt und dann mit Mörtel verschmiert. Die Mauern sind meist etwa 70 bis 80 cm dick, Innenwände sind in der Regel etwas dünner. Es fanden sich Ziegel, die belegen, dass zumindest Teile der Bauten Pult- oder Satteldächer besaßen. Die Wände waren wohl einst stuckiert und zumindest teilweise auch bemalt. Fußböden bestanden aus gestampfter Erde oder Ton. In einigen Fällen mag auch der eigentliche Fels als Boden gedient haben. Nur in einem Fall kann ein Obergeschoss belegt werden, da eine Treppe erhalten ist. In zwei Häusern gab es Zisternen. In verschiedenen Räumen kamen Kochstellen zu Tage. Die meisten Wohnbauten besaßen einen Hof und waren nach Norden orientiert. Der Hauptraum im Haus wird vom Ausgräber als Oikos bezeichnet. Er lag nördlich vom Hof und war oftmals der am reichsten dekorierte Raum. Westlich und östlich grenzten daran jeweils identische Räume, deren Funktion unsicher ist. Im Oikos fanden sich oftmals Feuerstellen.
Die Insula ist 35 × 90 m groß und war in einer ersten Phase durch einen Pfad in zwei Hälften unterteilt. Die einzelnen Häuser waren unterschiedlich groß. Mit Abstand am größten war das Haus mit dem bemalten Fries (The House of the Painted Frieze) mit etwa 772 m² Grundfläche. Es besaß einen Eingang im Süden, einen großen Hof in der Mitte und nördlich davon einen großen Saal, der mit bemaltem Stuck dekoriert war. Es handelt sich dabei um eine Wanddekoration im sogenannten Mauerstil. Die Wand war stuckiert und zeigte in den Stuck modellierte Quader, die farbig bemalt waren und zum Teil Marmor imitierten. Ein gemalter Fries zeigte Eroten. Solche Wanddekorationen sind typisch für viele hellenistische Häuser. Es lassen sich diverse Bauphasen unterscheiden. Der bemalte Saal gehört in die durch großen Wohlstand gekennzeichnete zweite Phase. In der folgenden und letzten Phase wurde das Haus anscheinend in diverse Einheiten unterteilt. Der Saal mit den Malereien wurde als Werkstatt genutzt. Die Malereien wurden nicht restauriert, obwohl sie anscheinend beschädigt waren.
Ein anderes großes Haus war das Süd-West-Haus (The South-West House) mit etwa 500 m² Grundfläche. Der Eingang lag im Norden, von wo man in einen kleinen Raum und von dort in einen großen Hof gelangte. Der Großteil der Räume des Hauses war um diesen Hof angeordnet. Einige Räume waren mit bemalten Wandstuckaturen versehen. In diversen Räumen fanden sich auch Belege für handwerkliche Tätigkeiten. Auch dieses Haus, wie anscheinend alle Wohnbauten der Stadt, wurde in einer letzten Phase in kleinere Einheiten aufgeteilt.
Ein Beispiel für ein kleineres Haus ist das North-East House 3. Es bestand aus fünf Räumen, von denen einzelne wohl ursprünglich zum Nachbarhaus gehörten. Die Räume sind hintereinander angeordnet mit einem Hof im Zentrum. Westlich vom Hof lagen zwei größere Räume, in denen sich Hinweise auf Lagerhaltung und Textilverarbeitung fanden. Südlich des Hofes befanden sich zwei kleinere Räume, deren Funktion unsicher ist. Zumindest ein Raum war mit Stuck dekoriert.
Die Funde in der Insula geben Hinweise auf Aktivitäten der Bewohner, obwohl die Auswertung der Funde problematisch ist, da die Spätphase des Ortes im Fundgut überrepräsentiert ist und viele Räume und Häuser in den letzten Jahren ihre Funktion und vielleicht auch ihre Besitzer wechselten. Spinnwirtel zeugen von Textilverarbeitung. Diverse Teile von Steinmühlen und eine Eisensichel belegen, dass Nahrung verarbeitet wurde. Eisennägel fanden sich oftmals in der Nähe von Türen und mögen einst von den Holztüren stammen. Verschiedene Messerklingen wurden sicherlich für verschiedene Arbeiten genutzt. Es fanden sich auch Waffen, darunter die Eisenklinge eines Schwertes. Andere Objekte aus Eisen oder Bronze stammen wahrscheinlich von Möbeln. Es fanden sich auch viele Schmuckstücke, wie Ringe, Armreifen und Perlen. Schließlich kamen noch verschiedene Spielsteine zum Vorschein, darunter Astragaloi.
Etwas südlich der Insula wurden Teile eines zweiten Häuserblocks (Area S) ausgegraben. Er besaß mindestens zwei große Höfe und diverse darum angeordnete Räume. Mindestens ein Raum war mit Säulen ausgestattet. Der Bau, oder zumindest Teile davon, scheint eine öffentliche Funktion erfüllt zu haben. Die Ausgräber erwägen die Möglichkeit, dass sich hier Werkstätten, Läden und vielleicht eine Markthalle befanden.

### Die Stadtmauer
Die Stadt besaß eine etwa 2,7 km lange Stadtmauer, die sich an der Nord-, West- und der Südseite befand. Die Ostseite der Stadt liegt an einem Abhang und ist dadurch natürlich geschützt. Es konnten 21 Türme oder Bastionen festgestellt werden. Ein Turm im Norden der Befestigungsanlage wurde ausgegraben. Er ist aus Stein erbaut und misst im Grundriss 4,24 × 7,75 m. Zur Außenseite ist er gerundet. Im Süden, zur Stadtseite hin, befand sich eine Tür. Zwei weitere Türme, die das Hauptstadttor der Stadt flankierten, wurden ebenfalls ausgegraben. Sie sind im Grundriss beide quadratisch mit einer Seitenlänge von etwa 16,5 m. Ein Eingang befand sich jeweils zur Stadtseite hin. Die beiden Türme stehen etwas 12 m weit auseinander. Dazwischen setzt sich die Stadtmauer fort mit einem etwa 4,6 m breiten Durchgang in der Mitte.

### Friedhöfe
Westlich der Stadt lagen die Friedhöfe, deren Gräber jedoch stark beraubt aufgefunden wurden. 42 Bestattungen wurden ausgegraben, wovon nur eine unberaubt war. Die Beraubungen fanden zum Teil schon in der Antike, aber auch in der modernen Zeit statt. Antike Beraubungen zielten vor allem auf Metallobjekte, während Keramik im Grab belassen wurde. Moderne Grabräuber nahmen dagegen auch komplette Gefäße mit. Es konnten zwei Typen von Gräbern festgestellt werden: Einerseits gab es in den Felsen gehauene Grabkammern, andererseits in den Boden gescharrte Gruben. Bei den Toten handelt es sich um Körperbestattungen. Die Toten lagen in der Regel in einem Holzsarg, von dem meist noch spärliche Reste erhalten waren. Mehrere der Toten trugen Schmuck. Im Beinbereich lagen kleinere Ölgefäße. Nach der Schließung des Sarges wurde meist ein großes Gefäß in die Grabgrube gelegt. Die Keramik ist grob, wobei es unsicher ist, ob sie für die Gräber produziert oder ob grobe, nicht für den Haushalt geeignete Keramik von den Lebenden für die Toten aussortiert wurde. Die Bestattungen datieren vor allem ins zweite Jahrhundert v. Chr. Etwa 10 % der Gräber datieren in byzantinische Zeit.

## Funde
Zum Fundgut gehört vor allem Keramik. Die meisten Gefäße sind anscheinend lokal angefertigt worden. In ihren Formen folgen sie meist hellenistischen Typen. Daneben fanden sich auch zahlreiche Fragmente von Östlicherm Sigillata, die eventuell in Antiochia produziert wurde. Einige Scherben tragen kurze Inschriften, die meisten davon in Griechisch. Rhodische Amphoren tragen oftmals Stempelungen mit Namen rhodischer Produzenten; sie datieren meist um 200 v. Chr. Die Stempelungen späterer Amphoren tragen den semitischen Namen Abidsalma, bei dem es sich zweifellos um einen regionalen Händler gehandelt hat. Das könnte darauf hindeuten, dass in späterer Zeit Öl- und Weinimporte an Bedeutung verloren. Dies war vielleicht die Folge schwindenden Wohlstands, mag aber auch belegen, dass regionale Lieferanten, wie Abidsalma, zum Zuge kamen. Es kamen auch viele Tonlampen und zahlreiche Terrakottafiguren zu Tage. Die meisten folgen hellenistischen Vorlagen, es gibt aber auch Figuren der Astarte und des persischen Reiters. Die persischen Reiter sind forschungsgeschichtlich von einiger Bedeutung. Es war bisher unklar, ob solche Figuren nur in die Zeit des Achämenidenreiches datieren oder ob sie auch später produziert wurden, wie einige andere Funde andeuteten. Die Figuren in Jebel Khalid belegen nun eindeutig, dass sie noch in seleukischer Zeit produziert wurden. Zahlreiche Spinnwirtel zeigen, dass Textilien in der Stadt verarbeitet wurden. Es wurden auch Fragmente von zahlreichen Glasgefäßen ausgegraben. Dabei handelt es sich meist um Schalen, die als Trinkgefäße genutzt wurden und zum großen Teil in die späthellenistische Zeit (125 bis 70 v. Chr.) datieren. Geblasenes Glas fand sich selten und stammt von späteren sporadischen Bewohnern der Gegend. Die Technik des Glasblasens fand erst in römischer Zeit weite Verbreitung. Der Herstellungsort der meisten Glaswaren ist schwer zu bestimmen.
Die zahlreichen gefundenen Münzen sind vor allem für die Datierung wichtig. Ein hoher Prozentsatz von ihnen stammt aus Antiochia am Orontes, der Hauptstadt des Seleukidenreiches. Dies mag darauf hindeuten, dass in der Stadt stationierte Soldaten von dort bezahlt wurden. Beim Statthalterpalast kam eine kleine, nur 6 cm hohe Bronzestatuette, die einen nackten Mann zeigt, vom Vorschein. Beim Haupttor fand sich ein Bruchstück eines 8 cm hohen Bein- oder Elfenbeintäfelchens, das einen stehenden Soldaten oder Gott zeigt. Es handelt sich vielleicht um die Einlage für ein Möbelstück. Es wurden auch diverse hellenistische Siegelabdrücke gefunden; als Motive finden sich ein Anker, die Darstellung des Zeus und mehrmals Abbildungen der Athene.

## Ausgrabungen
Die Ruinen der Stadt wurden im Jahr 1984 bei Geländebegehungen durch ein australisches Team als wichtiger archäologischer Fundort identifiziert. Die Keramik zeigte an, dass hier Griechen lebten. Von Anfang an war auch klar, dass es hier keine nennenswerte Vorgängersiedlung gab. Die Reste waren darüber hinaus auch leicht auszugraben, da sie direkt unter der Oberfläche liegen. Allerdings ist die Stadt schon früh als Steinbruch genutzt worden, sodass einige an prominenter Stelle liegende Bauten nur schlecht erhalten waren. Dies betraf vor allem den Tempel mit seinen zahlreichen großen und gut behauenen Steinblöcken. Die Ausgräber berichten, dass kurz vor den Ausgrabungen dekorierte Altäre eingesammelt und nach Manbidsch transportiert wurden. Eine Suche nach dem Verbleib der Blöcke blieb erfolglos. Zwischen 1986 und 2010 fanden dann in Jebel Khalid Ausgrabungen der Australian National University und der Universität Melbourne statt. Sie standen unter der gemeinsamen Leitung von Peter James Connor (von 1986 bis zu seinem Tod 2006), Graeme Clarke (ab 1986), Heather Jackson (ab 2000) und John Tidmarsh (ab 2006). In den ersten beiden Grabungskampagnen (1986/1987) wurden Grabungsschnitte im Stadtgebiet angelegt, um zu sehen, wo sich Grabungen besonders lohnen. Systematische Ausgrabungen fanden dann ab 1988 statt. 2010 mussten die Ausgrabungen aufgrund der unsicheren politischen Lage in Syrien nach Beginn des Arabischen Frühlings abgebrochen werden.

## Bedeutung für die Archäologie
Der besondere Stellenwert von Jebel Khalid liegt vor allem darin, dass es sonst nur wenige ebenso gut erhaltene seleukidische Siedlungen gibt. Als weiteres Beispiel kann man nur Ai Khanoum im heutigen Afghanistan anführen. Vorteilhaft ist auch der Umstand, dass das Siedlungsgebiet nach dem Untergang der Stadt nicht mehr dauerhaft bewohnt war, die Siedlungsstrukturen daher nicht durch eine spätere Bebauung zerstört oder beeinträchtigt sind. Da die Stadt nur etwa 200 Jahre lang bestand, ist ein Großteil des Fundgutes gut datierbar, was zum Teil Rückschlüsse bei Funden an anderen Grabungsstätten oder nicht sicher zuweisbaren archäologischen Objekten erlaubt (etwa bei den persischen Reitern). In Jebel Khalid lassen sich auch die Ankunft griechischer Siedler und deren Interaktion mit der alten, lokal ansässigen Bevölkerung gut verfolgen.